# 丙谷站
丙谷站是一个成昆线上的铁路车站，位于四川省攀枝花市米易县丙谷镇，建于1970年，目前为四等站，邮政编码为617201。目前客运：办理旅客乘降；行李、包裹托运；货运：办理整车货物发到；不办理整车爆炸品及一级氧化剂发到。